# 書き込み専用メモリ
書き込み専用メモリ (かきこみせんようメモリ)、あるいはWOM (Write-Only Memory)は、読み取り専用メモリ (ROM)とは対照的に、データの書き込みができるが読み取りはできない記憶装置や記憶領域である。

## 概要
純粋な書き込み専用メモリには実用上の価値はなく、WOMという用語そのものはシグネティクス社のエンジニアによって1972年にジョークとして考案されたものであった。しかしながら、メモリマップドI/Oのようにメモリへの書き込みが副作用を伴う場合には、メモリの読み取り機能は必須ではなく、また後述のようにセキュリティの観点で読み取り機能を意図的に省くこともある。そのような理由で読み取り機能が省かれたメモリを指して、WOMという用語が実践的に用いられることがある。

## 省資源を目的としたWOM
シリアル通信用ICとしてIBM PCで広く使用された16550 UARTは、前世代の8250 UARTの後方互換品として設計されたため、8つある設定レジスタを増やさずに、新しく追加されたFIFO機能の制御用レジスタを追加する必要があった。そこで、8250に存在した読み取り専用の割り込み識別レジスタ(Interrupt Identification Register)と同一アドレスにFIFO制御レジスタ(FIFO Control Register)を割り当て、当該アドレスからの読み取りに対しては割り込み識別レジスタの値を返し、当該アドレスに書き込まれたデータはFIFO制御レジスタへの書き込みとみなす仕様とした。このときFIFO制御レジスタの値をCPUが読み取ることはできないため、これはWOMの一種であるといえる。
このようにアドレス領域やハードウェア資源を節約する目的のWOMは、コンピュータの黎明期には多く見られた。

## セキュリティを目的としたWOM
GPUの出力画像を格納するフレームバッファを、暗号化されたコンテンツの復号結果を盗み取られないよう、書き込み専用とすることがある。